# Маршал Италии
Маршал Италии (итал. Maresciallo d'Italia) — высшее воинское звание в Королевской армии Королевства Италия в 1924—1938 годах и второе по старшинству после Первого Маршала Империи в 1938—1947 годах. Соответствует званию «Маршал авиации» в Королевских ВВС и «Великий адмирал» в Королевских ВМС. Является «пятизвёздным» званием (по применяемой в НАТО кодировке — OF-10).

## История
Звание установлено Бенито Муссолини в 1924 году для поощрения генералов Луиджи Кадорна и Армандо Диаса, которые командовали Королевскими Вооружёнными силами в Первую мировую войну.
В дальнейшем, с 1926 года, звание было присвоено другим командующим за заслуги во время войн.
Одновременно, были установлены звания Великого адмирала (итал. grande ammiraglio) и Маршала авиации (итал. maresciallo dell'aria)
В 1938 году было установлено более высокое воинское звание Первого маршала Империи.
Звание маршала Италии упразднено в 1947 году.

## Список Маршалов Италии
В скобках дана дата присвоения звания.

### Первая мировая война
1. Луиджи Кадорна (4 ноября 1924 года)
2. Армандо Диас (4 ноября 1924 года)
3. Энрико Кавилья (25 июня 1926 года)
4. Эммануил Филиберт д’Аоста (25 июня 1926 года)
5. Пьетро Бадольо (25 июня 1926 года)
6. Гаэтано Джардино (25 июня 1926 года)
7. Гульельмо Пекори-Джиральди (25 июня 1926 года)

### Война в Эфиопии
1. Эмилио де Боно (16 ноября 1935 года)
2. Родольфо Грациани (9 мая 1936 года)

### Вторая мировая война
1. Уго Кавальеро (1 июля 1942 года)
2. Этторе Бастико (12 августа 1942 года)
3. Умберто II Савойский (29 октября 1942 года)
4. Джованни Мессе (12 мая 1943 года)

## Галерея
- Второй вариант нарукавного знака различия
- Погон Маршала Италии в 1945—1947 годах
- Погон Маршала Италии Национальной Республиканской армии Республики Сало